# Миклашів
Миклаші́в — село в Україні, у Підберізцівській сільській громаді Львівського району Львівської області. Населення за переписом 2022 року становило 1016 осіб. Орган місцевого самоврядування — Підберізцівська сільська громада. До 2017 року село підпорядковувалося Миклашівській сільській раді Пустомитівського району Львівської області.

## Історія
Перша письмова згадка про село належить до 1409 року.
У податковому реєстрі 1515 року в селі документується священник (отже, уже тоді була церква), млин, 4 корчми і 10 ланів (близько 250 га) оброблюваної землі.

## Населення

### Мова
Розподіл населення за рідною мовою за даними перепису 2001 року:
| Мова       | Кількість | Відсоток |
| ---------- | --------- | -------- |
| українська | 1025      | 99.61%   |
| російська  | 4         | 0.39%    |
| Усього     | 1029      | 100%     |

## Відомі люди

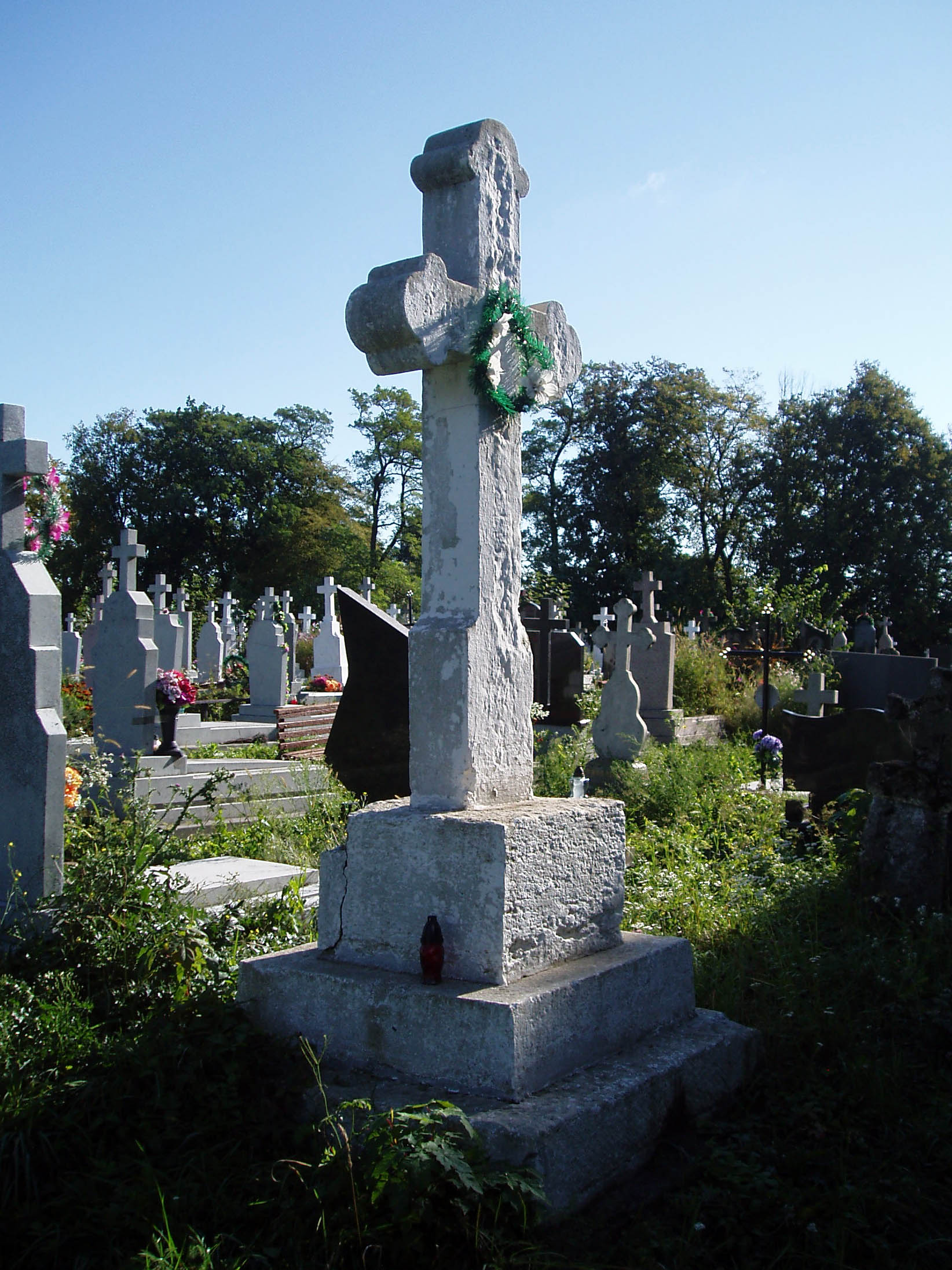
Пам'ятник на честь скасування панщини. с. Миклашів

Народилися
- Йосифа (Вітер) — мати-ігуменя Якторівського монастиря сестер-студиток (1932—1939), підпільного монастиря в місті Скалат (1956—1988). Перша українка, яку визнали «Праведником народів світу» за порятунок єврейських дітей під час Голокосту (1976).
- Попович Богдан Васильович — український скульптор.

Померли
- Рошкевич Ольга Михайлівна — перекладачка, збирачка фольклору.